# Georges Jaloustre
Georges Cirgues Antoine Jaloustre (* 26. Oktober 1875 in Clermont-Ferrand, Département Puy-de-Dôme; † 6. Januar 1951 in Joze, Département Puy-de-Dôme) war ein französischer Jurist, der zwischen 1918 und 1919 kommissarischer Staatsminister von Monaco war.

## Leben
Jaloustre, Sohn des Regierungsbeamten Jean-Charles Jaloustre und dessen Ehefrau Marie Françoise Vergne, war als Regierungsbeamter tätig. Im Januar 1918 übernahm er von Émile Flach kommissarisch das Amt als Staatsminister von Monaco. Er bekleidete diese Funktion bis Februar 1919 und wurde dann von Raymond Le Bourdon abgelöst. Am 16. Mai 1922 heiratete er Marie Eugénie Guillemin.